# Riu Correntoso
El riu Correntoso és un riu ubicat a Villa La Angostura, Argentina. Aquest riu va des del Llac Correntoso cap al Llac Nahuel Huapi, destacant-se per ser un dels rius més curts del món, amb 200 o 300 m de longitud, depenent del nivell de l'aigua dels llacs de sortida i arribada.
Aquest riu és famós entre els entusiastes de la pesca amb mosca, per l'abundància de truites de gran mida, especialment a la desembocadura cap al llac Nahuel Huapi.
Sobre el riu hi passen dos ponts, un de per als vianants, molt freqüentat per turistes, i un altre de molt més gran (imatge), sobre la qual circula la ruta nacional 231.

## Galeria

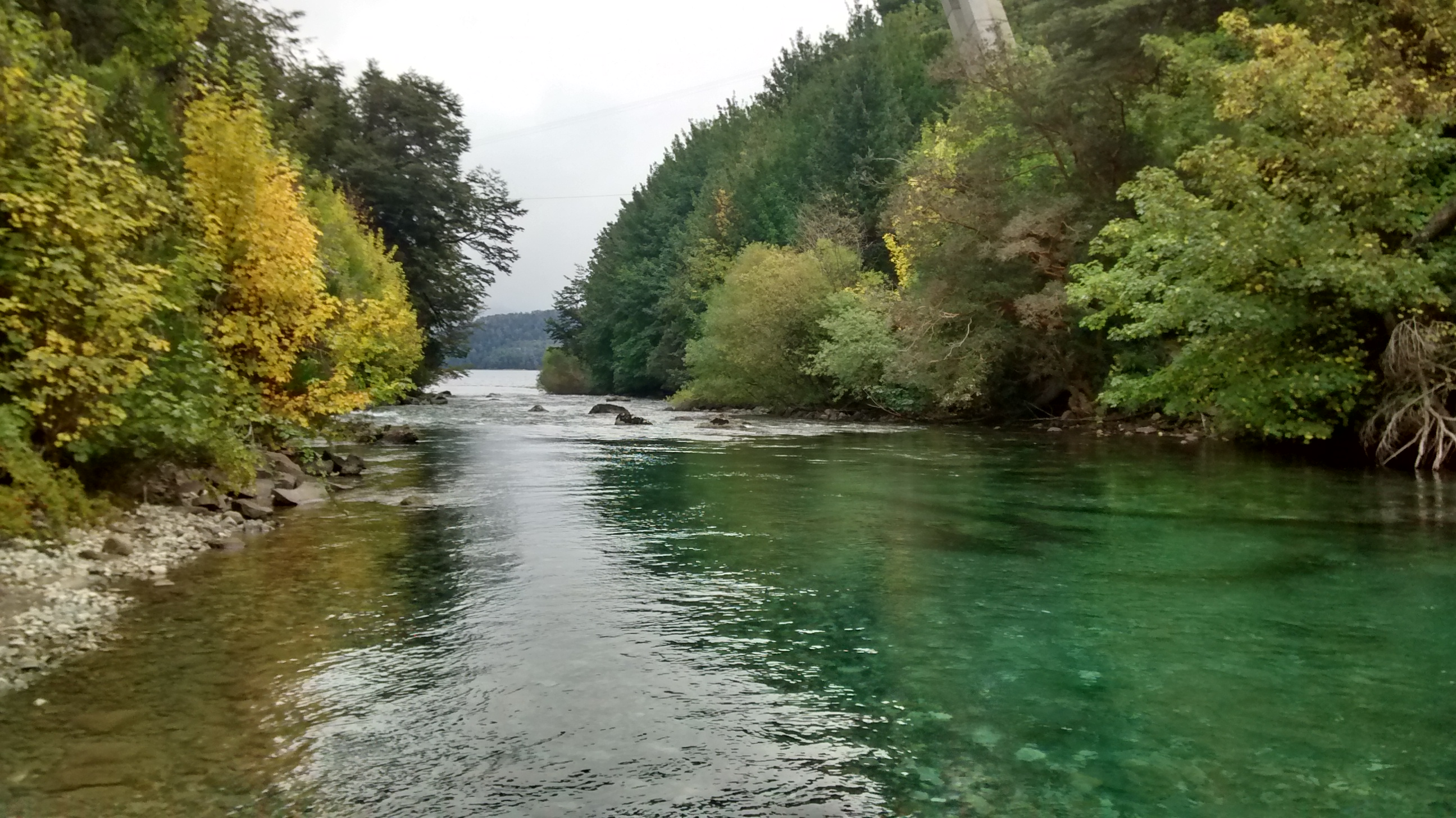
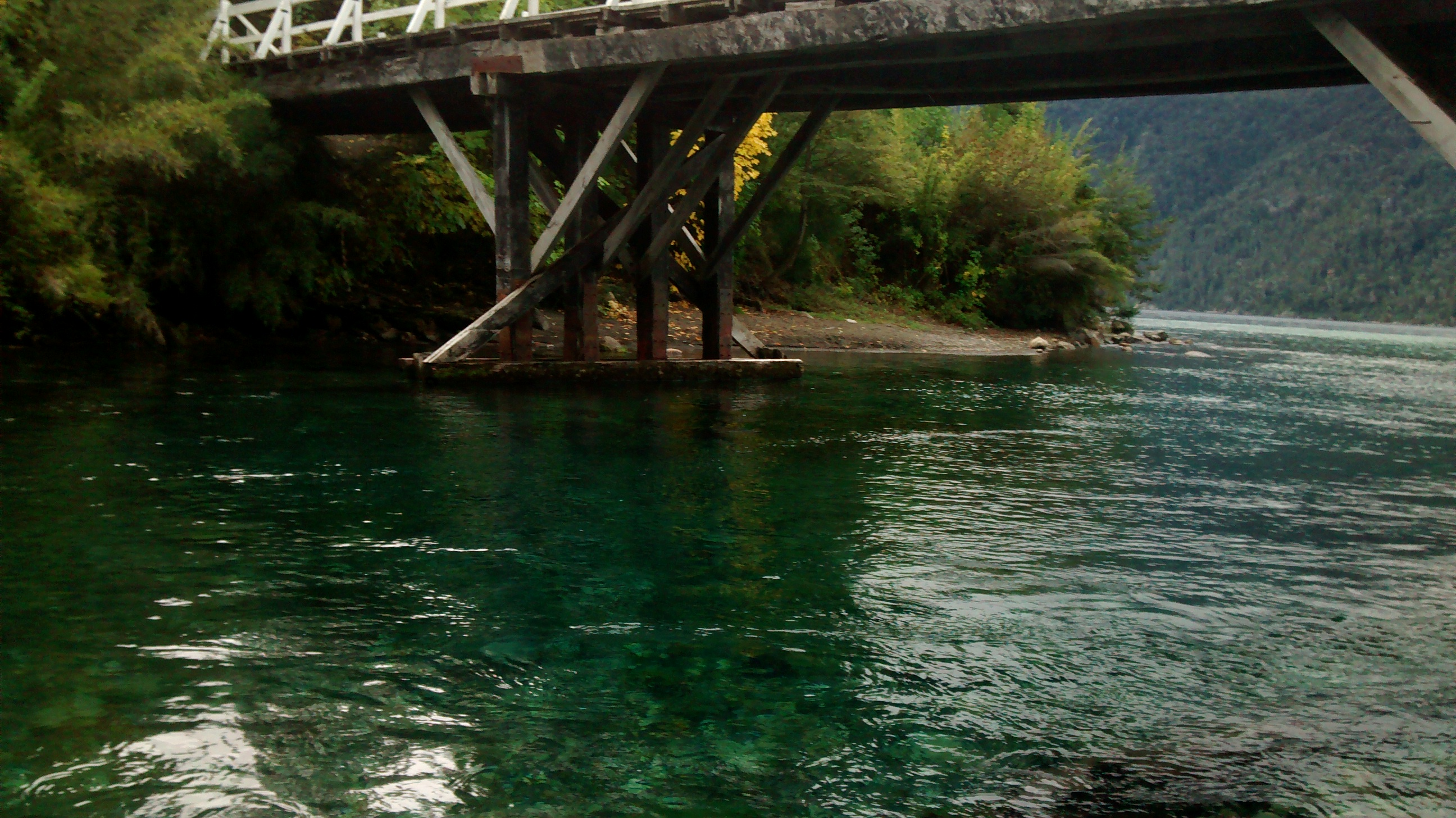
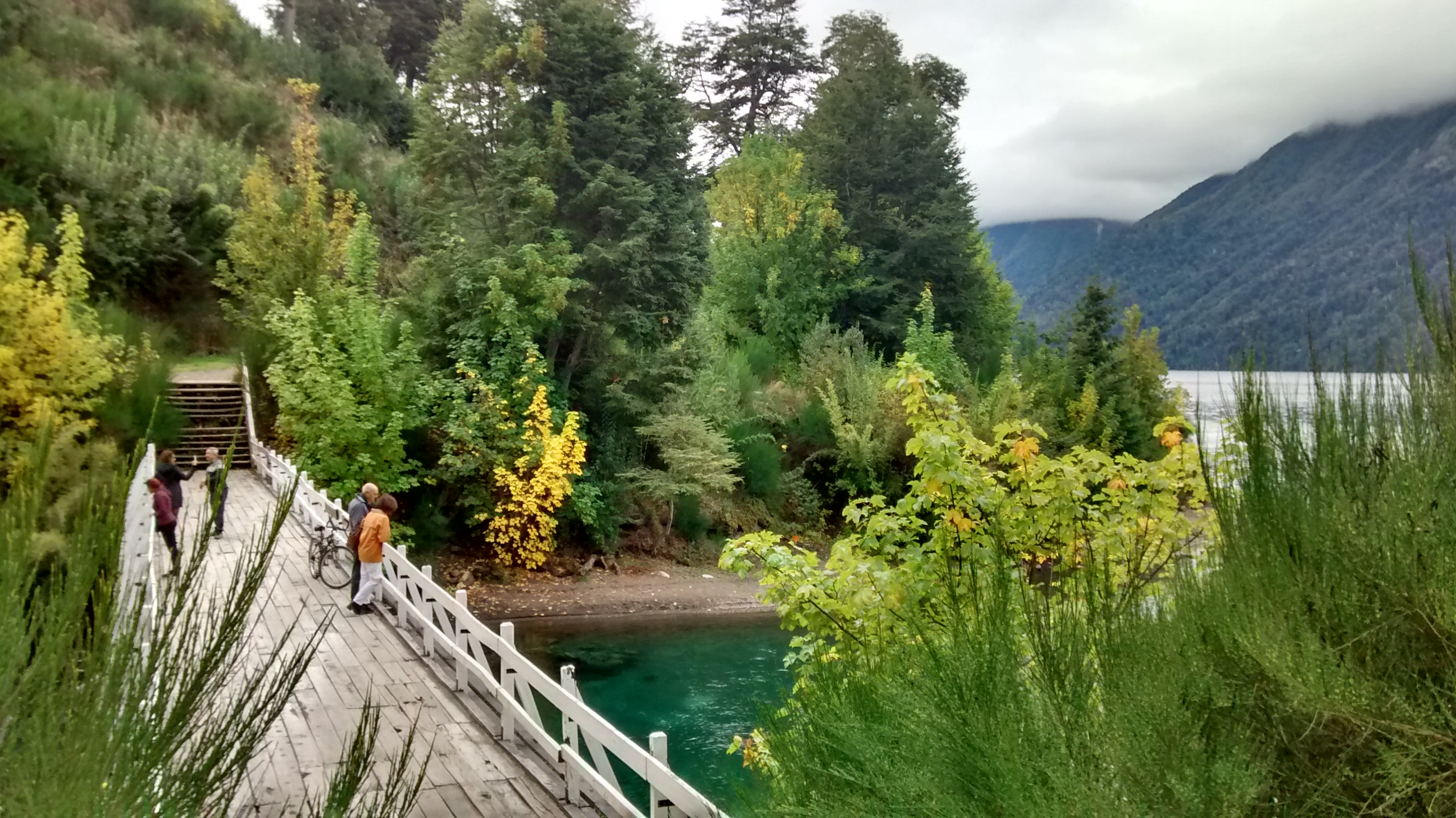
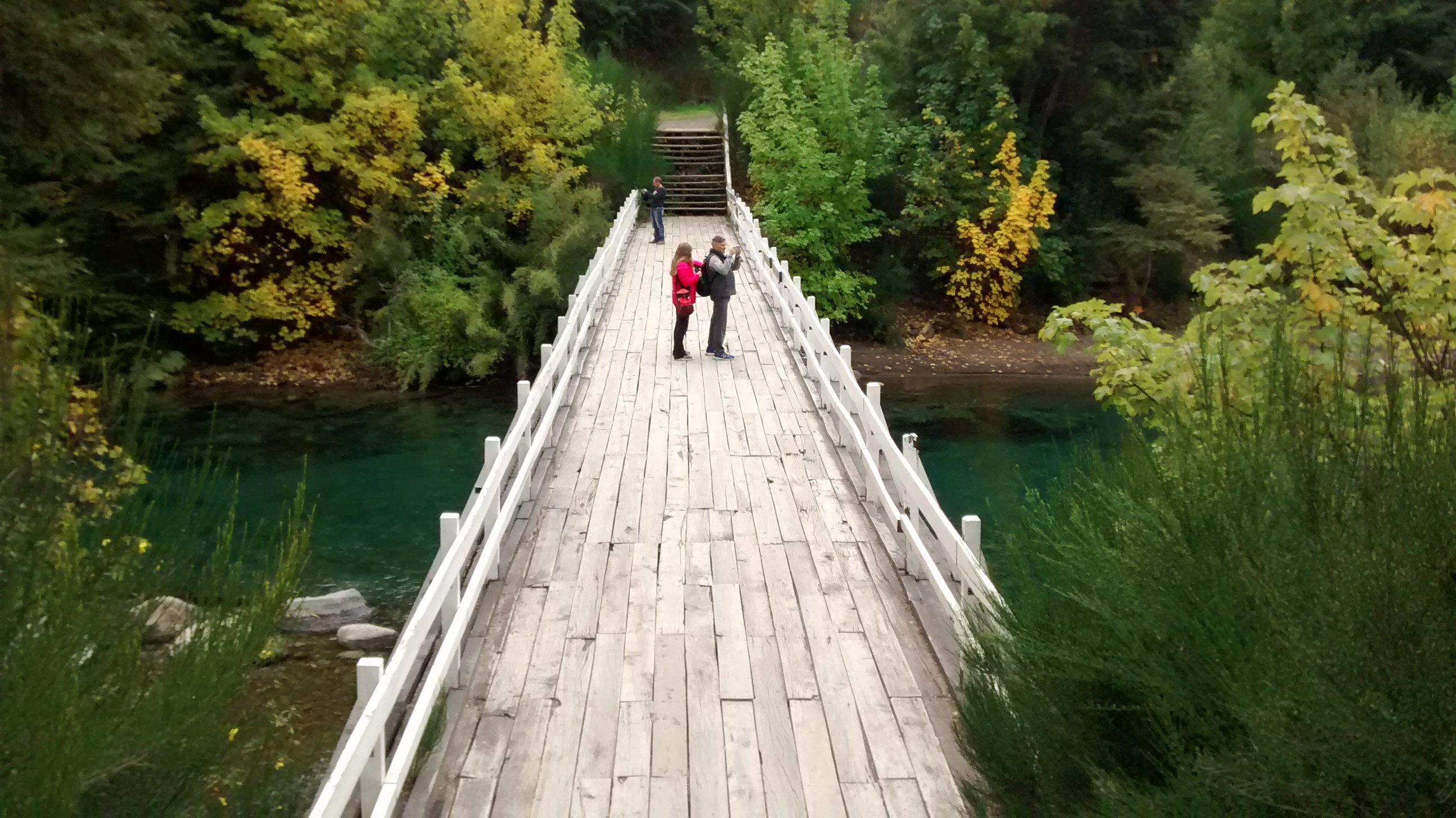
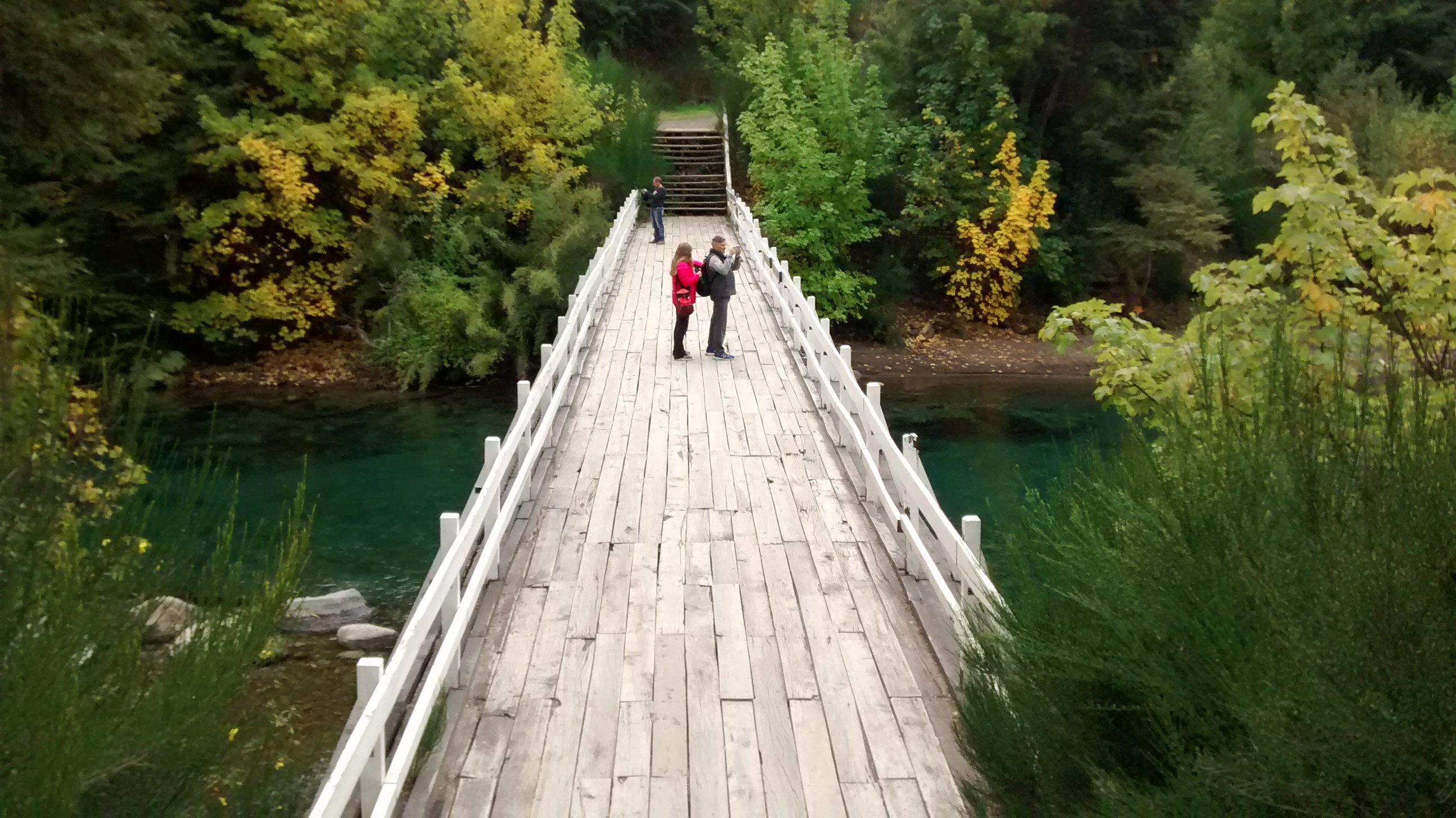
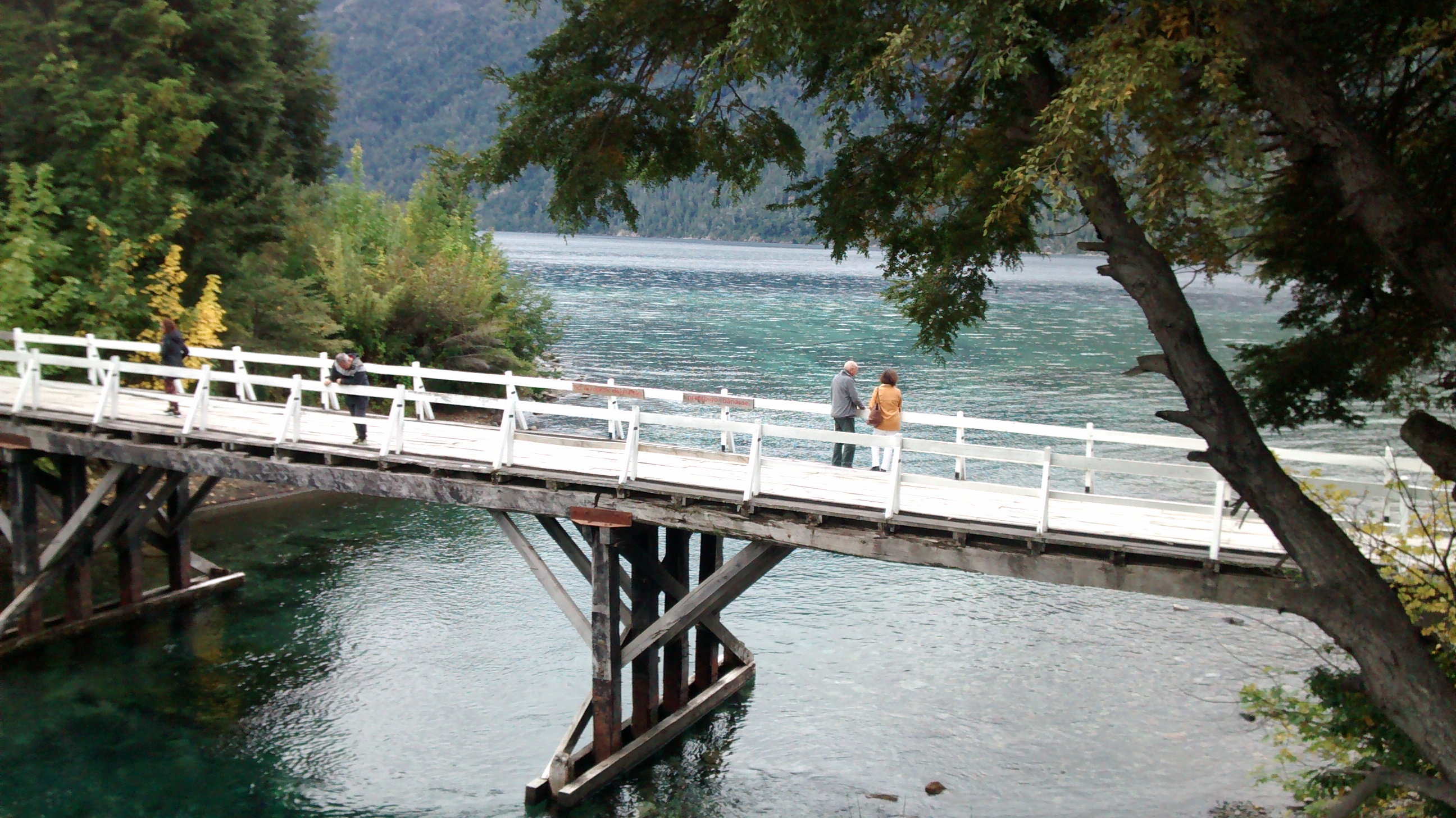
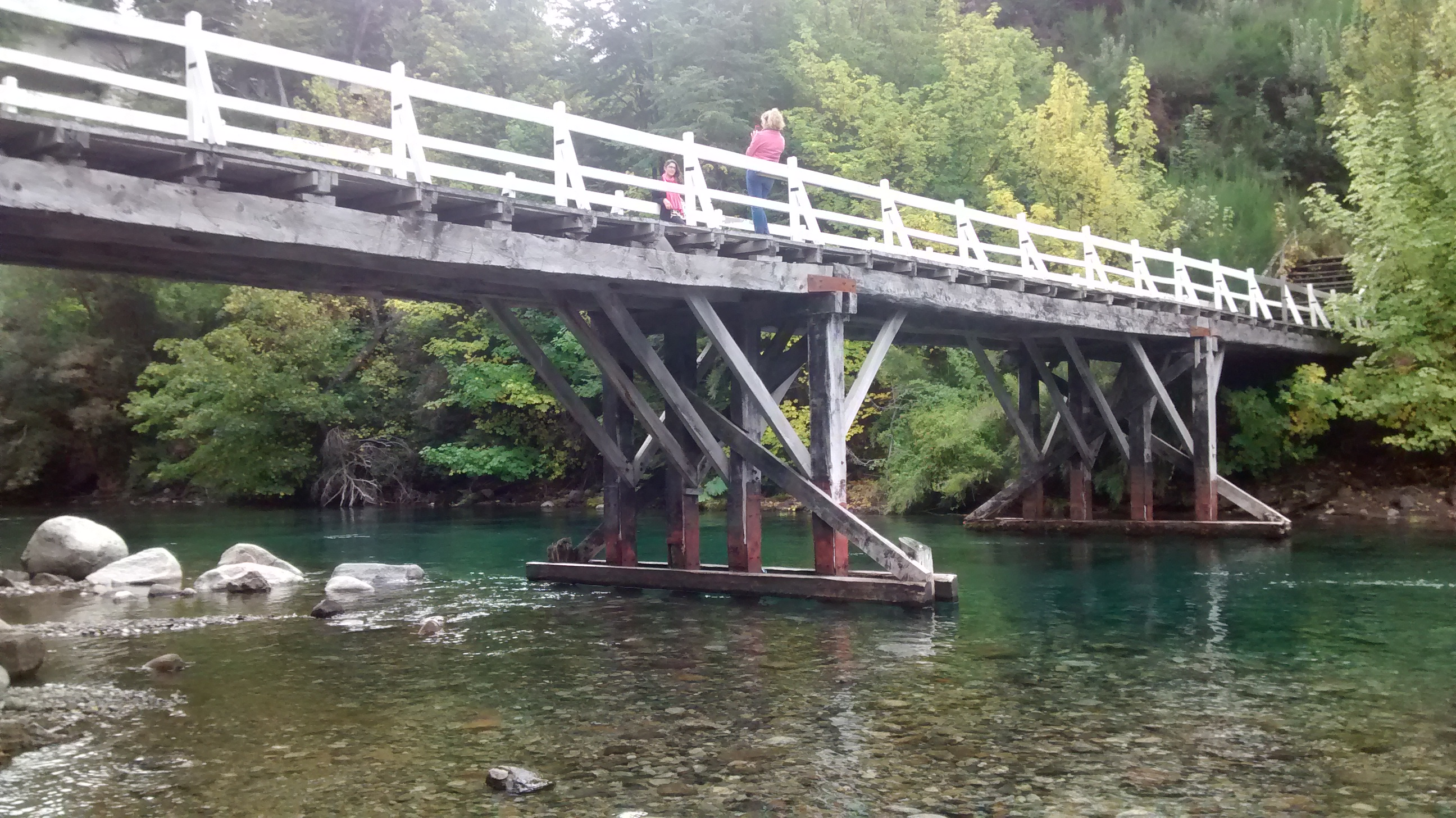
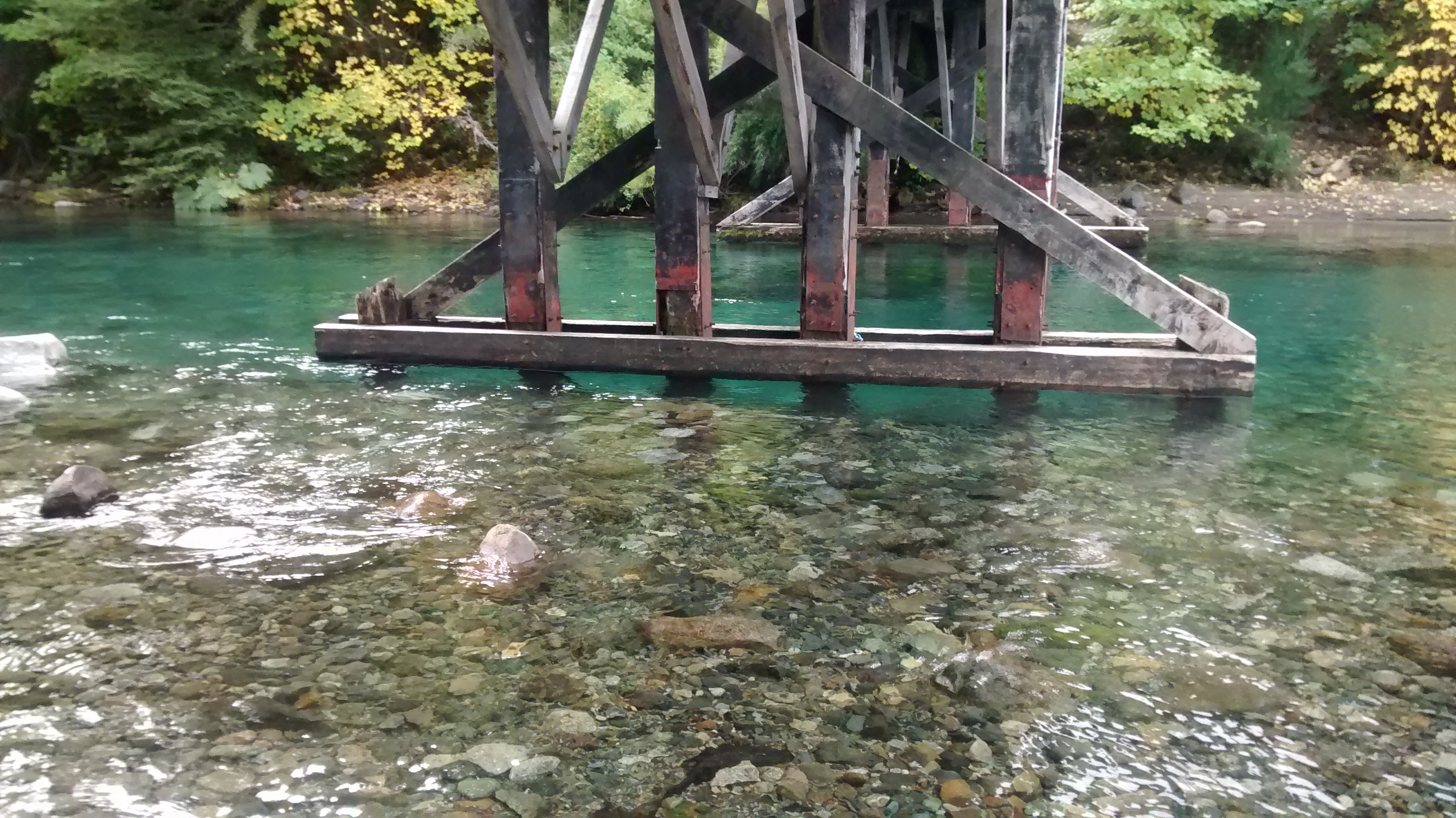
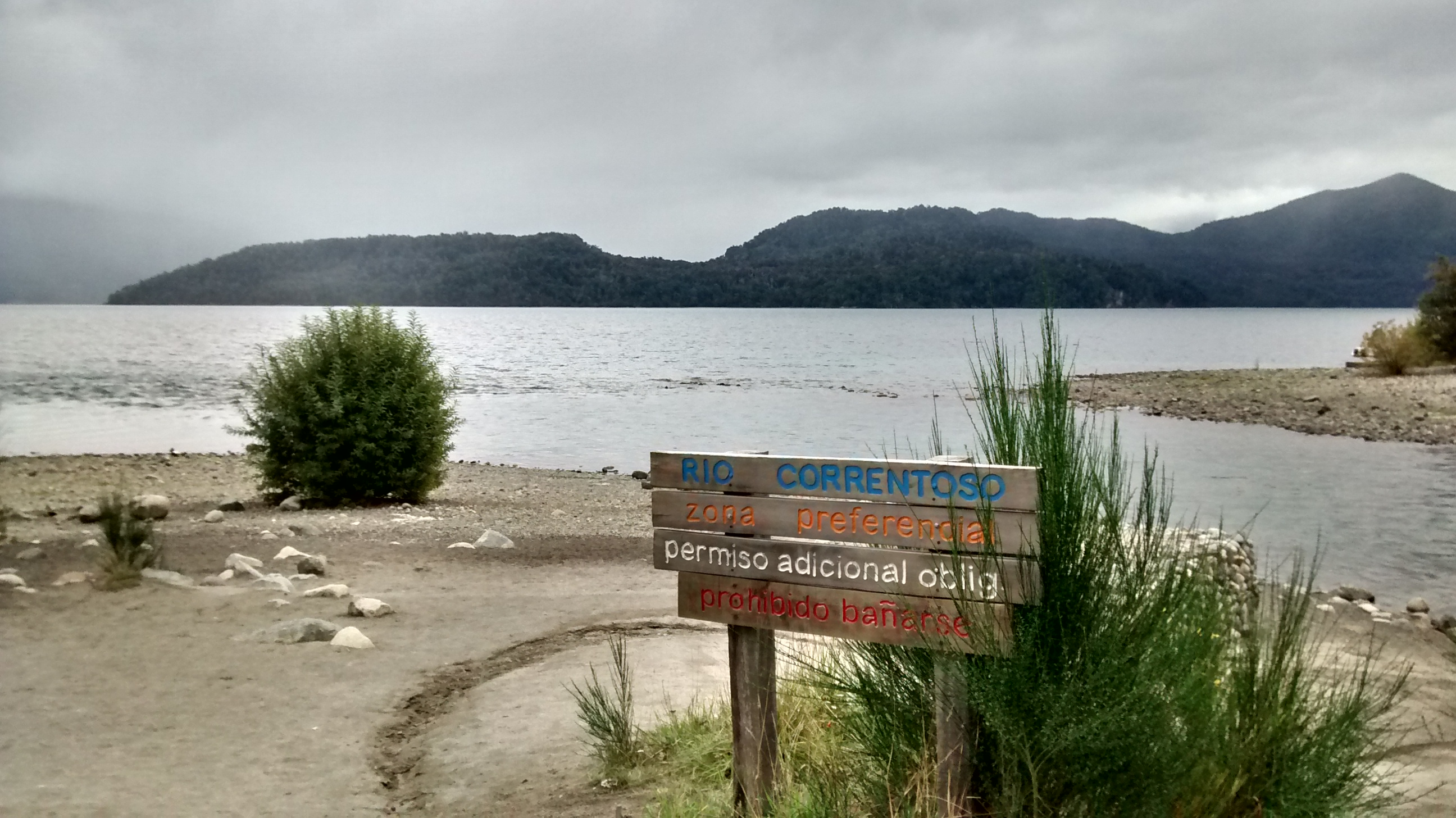
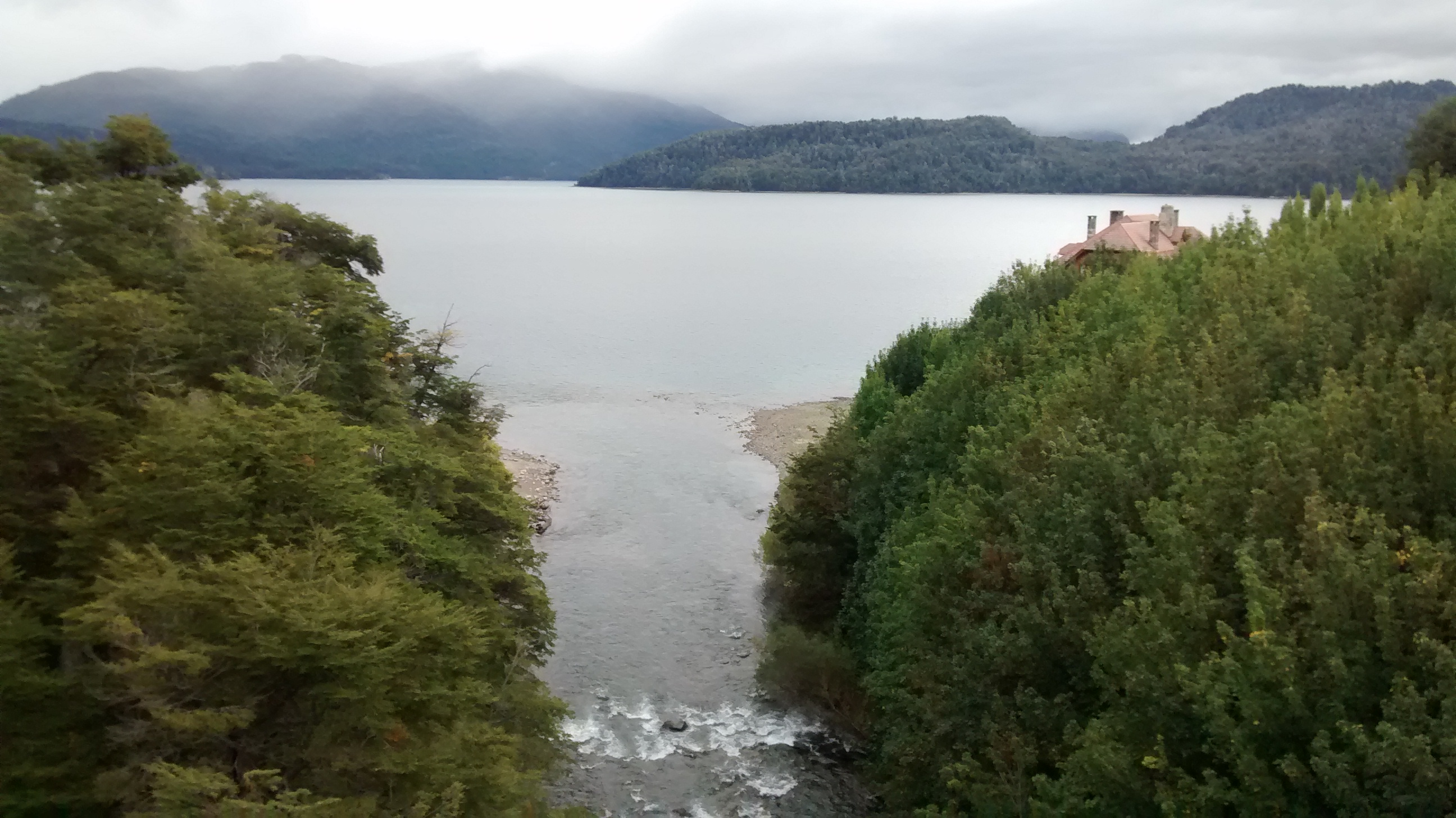
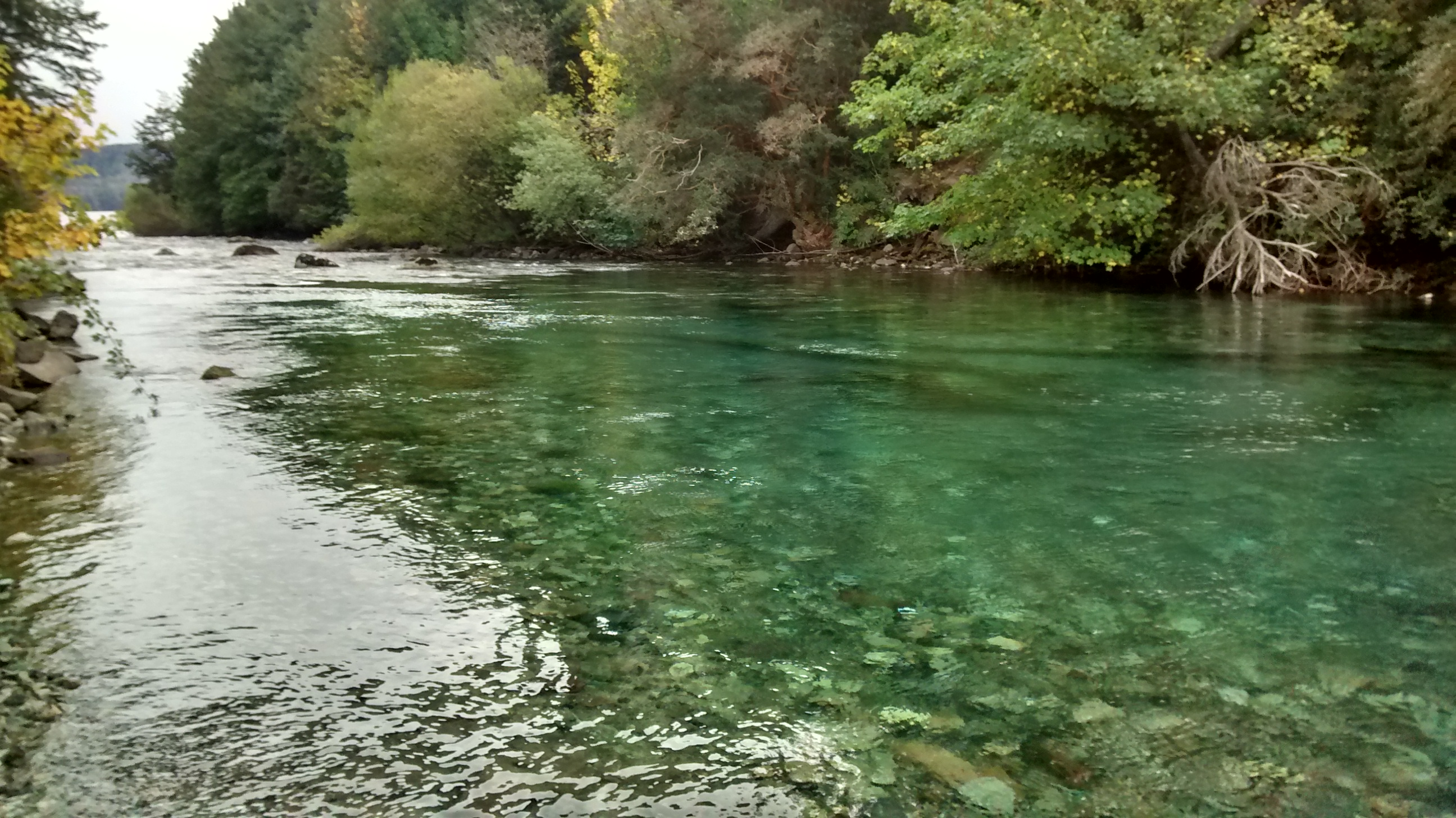
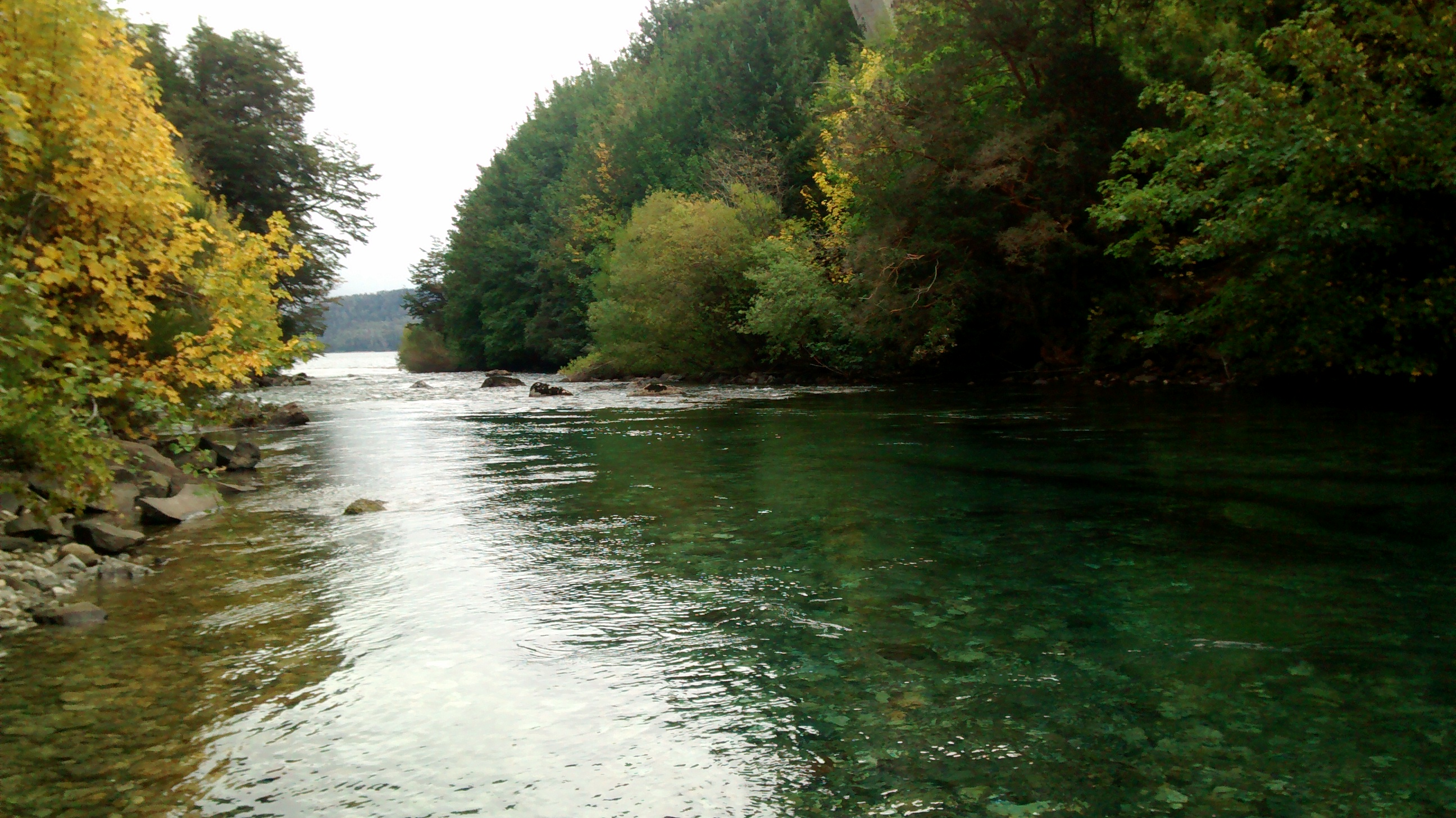
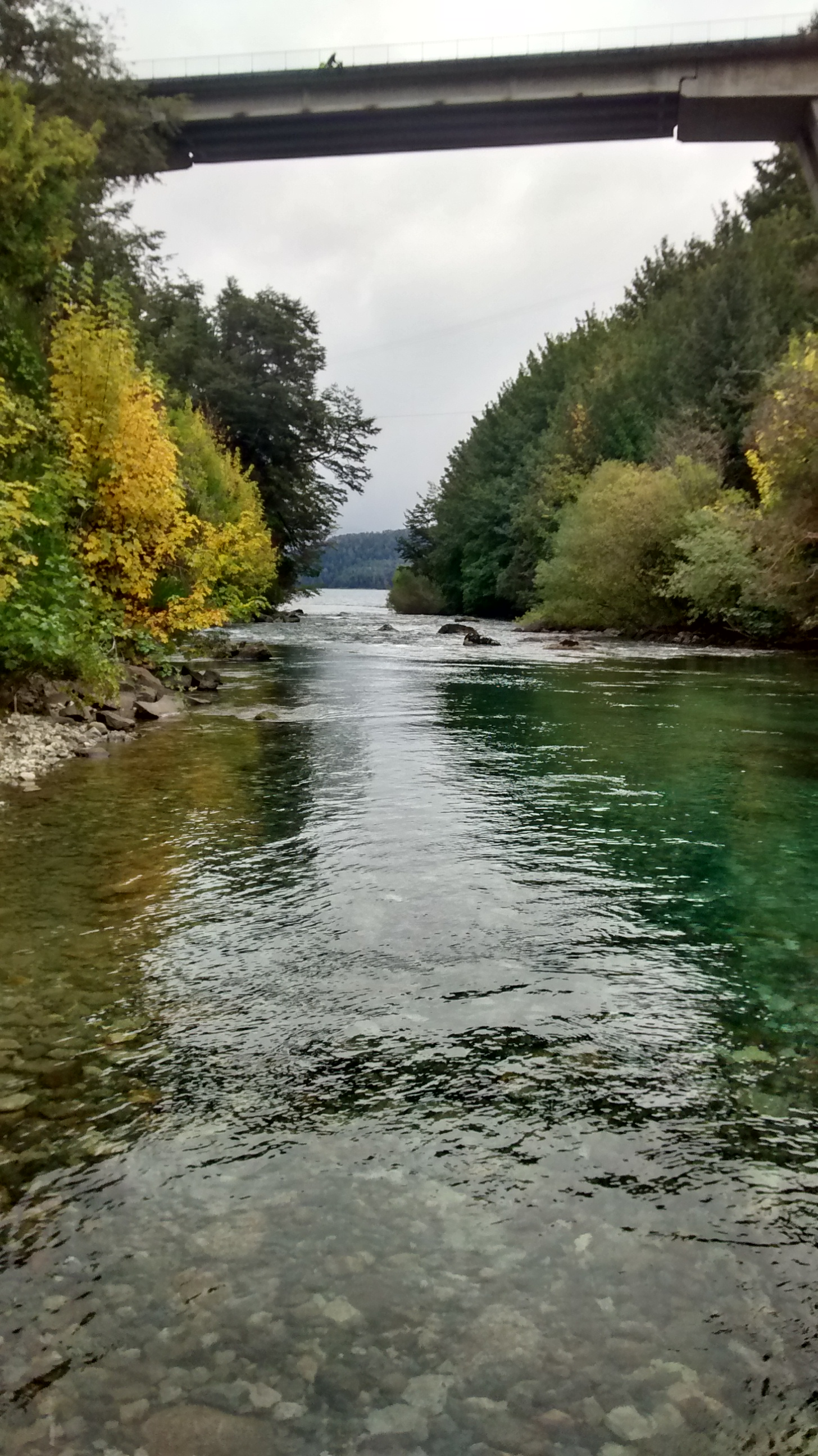
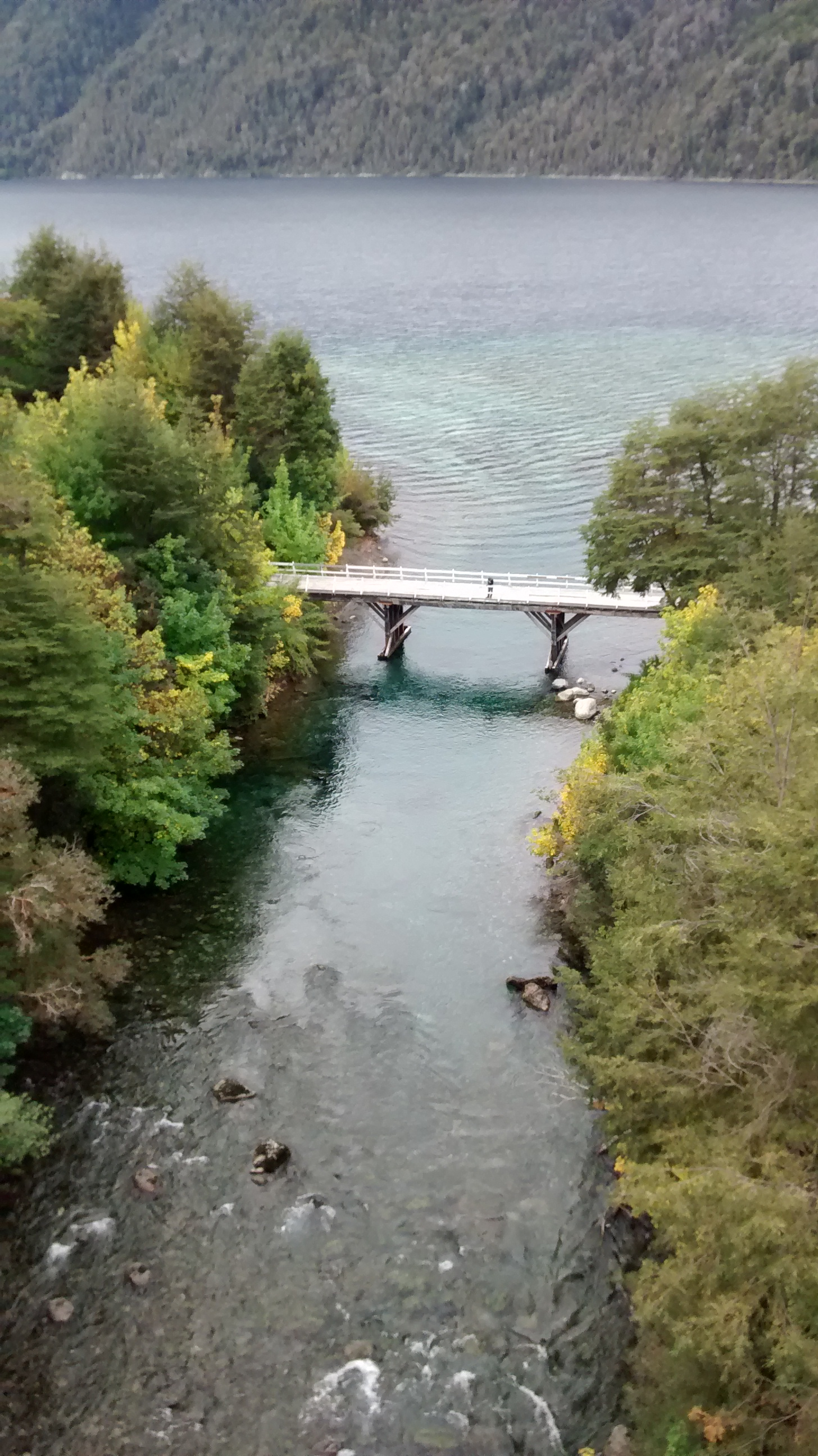
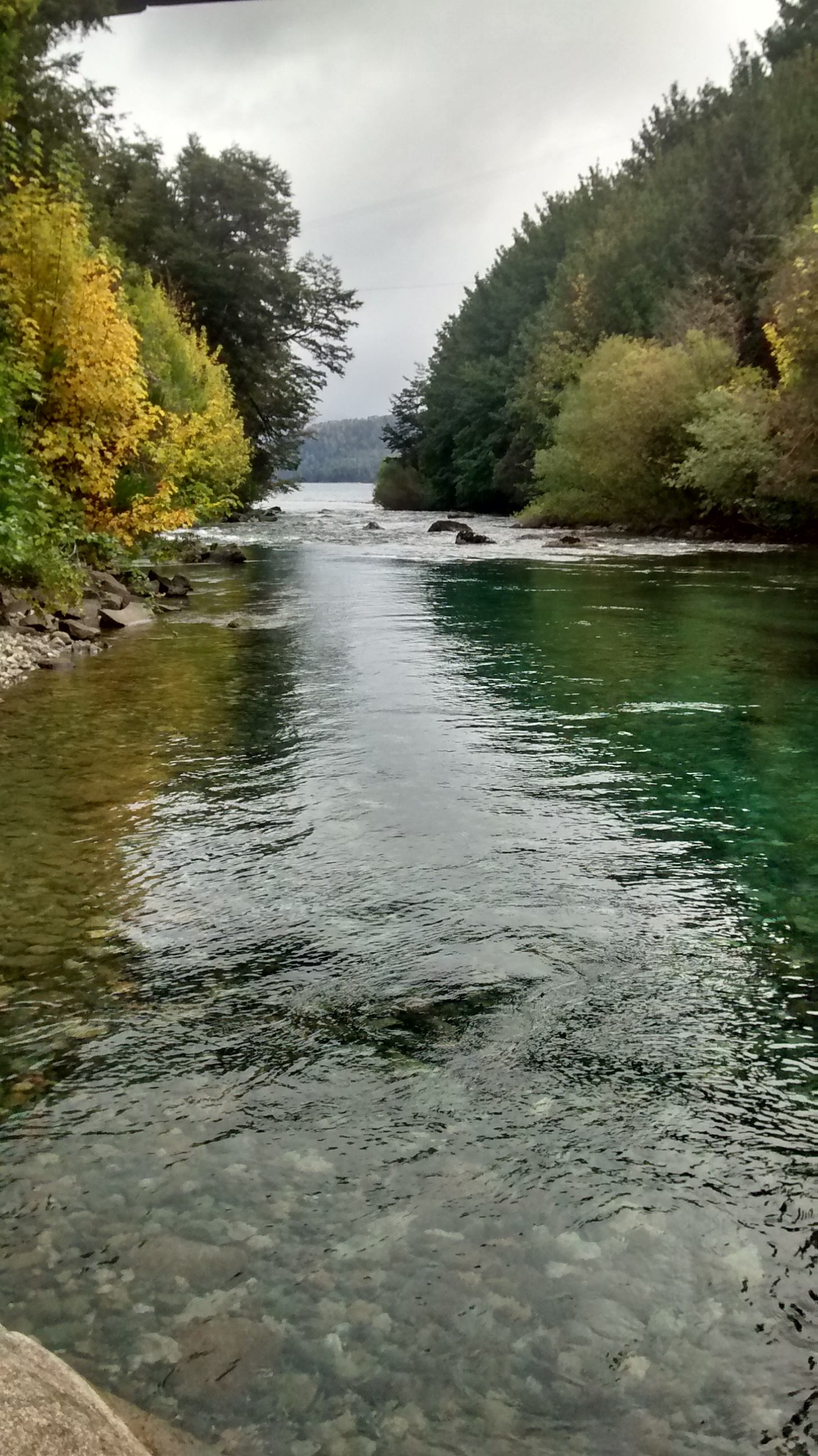